# 陆治原
陆治原（1964年8月—），男，汉族，陕西绥德人。中华人民共和国政治人物。1987年11月加入中国共产党，1988年8月参加工作。研究生学历，经济学博士，会计师。曾任中共山东省委常委、副书记和中共青岛市委书记等职务。现任中华人民共和国民政部部长、党组书记。中共第二十届中央委员。

## 经历
1988年8月，毕业于陕西财经学院财政专业，在陕西省延安财经学校任教。
1993年7月，在西安市财政局预算处工作。2000年11月，任西安市财政局副局长。
2002年7月，任中共西安市阎良区委副书记、区长。2005年11月，任中共西安市阎良区委书记（其间于2003年9月至2006年11月在西安交通大学应用经济学专业学习）。2008年8月，任中共西安市灞桥区委书记。
2010年6月，任中共榆林市委副书记。2011年8月，任榆林市副市长、代市长，2012年1月，正式当选榆林市人民政府市长。2013年2月，当选为第十二届全国人大代表。2015年6月，任中共渭南市委书记、市人大常委会主任。2018年1月，升任陕西省人民政府副省长。
2018年9月，任中共辽宁省委常委、组织部部长。
2021年9月2日，任中共山东省委常委、中共青岛市委书记。2022年6月1日，升任中共山东省委副书记。2023年1月当选为第十四届全国人大代表。
2023年10月31日，任民政部党组书记，不再担任山东省委副书记、青岛市委书记，同年12月29日被正式任命为民政部部长。